# Claudio Suárez
Claudio Suárez Sánchez (ur. 17 grudnia 1968 w Texcoco) – meksykański piłkarz grający na pozycji środkowego obrońcy. Nosi przydomek „El Emperador” („Cesarz”). Aż 178 razy wystąpił w reprezentacji Meksyku, co czyni go jednym ze światowych rekordzistów.

## Kariera klubowa
Suárez rozpoczął piłkarską karierę w stołecznym klubie Pumas UNAM. 23 lutego 1989 roku zadebiutował w rozgrywkach ligi meksykańskiej w przegranym 0:1 meczu z Monarcas Morelia. W tym samym roku osiągnął swój pierwszy sukces, jakim było wygranie Pucharu Mistrzów CONCACAF. Miejsce w podstawowym składzie Pumas na stałe wywalczył jednak 2 lata później w sezonie 1990/1991 i wówczas swoją postawą przyczynił się do wywalczenia mistrzostwa Meksyku (33 mecze, 3 gole w mistrzowskim sezonie), pierwszego dla UNAM od 10 lat. W kolejnych latach nie osiągnął już jednak sukcesów z tym klubem. Występował w nim łącznie przez 8 sezonów. W tym okresie zaliczył 191 ligowych meczów i strzelił 19 goli.
W 1996 roku Suárez przeszedł do Chivas de Guadalajara. W Chivas także był filarem zespołu, a szczyt formy osiągnął w fazie Verano 1997, kiedy to klub z Guadalajary po 10 latach wywalczył mistrzostwo kraju. W Chivas występował przez 4 lata, do końca fazy Clausura 2000, a przez ten okres wystąpił w 144 meczach, w których to 10-krotnie zdobywał bramkę. Latem 2000 Claudio wyjechał do Monterrey by podpisać kontrakt z tamtejszym Tigres UANL. Już w fazie Invierno 2001 wywalczył wicemistrzostwo kraju, a w 2003 roku wspomógł klubowych kolegów w powtórzeniu tego sukcesu. Swój ostatni mecz w UANL rozegrał 2006 roku w ligowych derbach zwanych Clásico Regiomontano (UANL – CF Monterrey), w którym w wyniku kontrowersyjnej decyzji sędziego otrzymał czerwoną kartkę. Miewał także kłopoty organizacyjne z kierownictwem klubu, które namawiało go do zakończenia kariery i nie godząc się na te warunki zdecydował się odejść z Tigres. Dla tego klubu zagrał w 143 spotkaniach i zdobył 16 goli.
Latem 2006 roku Suárez wyjechał do USA i został zawodnikiem tamtejszego klubu CD Chivas USA, grającym w Major League Soccer i często zatrudniającym zawodników meksykańskich lub meksykańskiego pochodzenia. W MLS wystąpił w 20 spotkaniach i strzelił 6 goli, a jego klub odpadł w ćwierćfinale play-off. Karierę zakończył w 2009 roku, ostatnim meczem w jego karierze było spotkanie między CD Chivas USA a Kansas City Wizards (2:0). Suárez przebywał na boisku tylko przez pierwsze 45 minut.
| Sezon   | Klub                  | Kraj              | Rozgrywki                                | Mecze | Bramki |
| ------- | --------------------- | ----------------- | ---------------------------------------- | ----- | ------ |
| 1988/89 | Pumas UNAM            | Meksyk            | Primera División                         | 5     | 0      |
| 1989/90 | Pumas UNAM            | Meksyk            | Primera División                         | 16    | 0      |
| 1990/91 | Pumas UNAM            | Meksyk            | Primera División                         | 33    | 3      |
| 1991/92 | Pumas UNAM            | Meksyk            | Primera División                         | 38    | 0      |
| 1992/93 | Pumas UNAM            | Meksyk            | Primera División                         | 13    | 4      |
| 1993/94 | Pumas UNAM            | Meksyk            | Primera División                         | 19    | 3      |
| 1994/95 | Pumas UNAM            | Meksyk            | Primera División                         | 35    | 4      |
| 1995/96 | Pumas UNAM            | Meksyk            | Primera División                         | 32    | 4      |
| 1996/97 | Chivas de Guadalajara | Meksyk            | Primera División                         | 39    | 6      |
| 1997/98 | Chivas de Guadalajara | Meksyk            | Primera División                         | 32    | 1      |
| 1998/99 | Chivas de Guadalajara | Meksyk            | Primera División                         | 39    | 1      |
| 1999/00 | Chivas de Guadalajara | Meksyk            | Primera División                         | 34    | 2      |
| 2000/01 | Tigres UANL           | Meksyk            | Primera División                         | 29    | 3      |
| 2001/02 | Tigres UANL           | Meksyk            | Primera División                         | 30    | 2      |
| 2002/03 | Tigres UANL           | Meksyk            | Primera División                         | 30    | 7      |
| 2003/04 | Tigres UANL           | Meksyk            | Primera División                         | 32    | 1      |
| 2004/05 | Tigres UANL           | Meksyk            | Primera División                         | 20    | 3      |
| 2005/06 | Tigres UANL           | Meksyk            | Primera División                         | 2     | 0      |
| 2006    | CD Chivas USA         | Stany Zjednoczone | Major League Soccer                      | 20    | 6      |
| 2007    | CD Chivas USA         | Stany Zjednoczone | Major League Soccer                      |       |        |
|         |                       |                   | Łącznie w meksykańskiej Primera División | 478   | 45     |
|         |                       |                   | Łącznie w Major League Soccer            | 20    | 6      |

## Kariera reprezentacyjna
W reprezentacji Meksyku Suárez zadebiutował 26 lipca 1992 roku w wygranym 2:1 meczu z Salwadorem. W 1994 roku został powołany do kadry na Mistrzostwa Świata w USA. Tam wystąpił w trzech grupowych spotkaniach: przegranym 0:1 z Norwegią, wygranym 2:1 z Irlandią oraz zremisowanym 1:1 z Włoch, a następnie w przegranym po serii rzutów karnych z Bułgarią.
W 1998 roku Claudio był podstawowym zawodnikiem reprezentacji na Mistrzostwa Świata we Francji. Tam podobnie jak 4 lata wcześniej wystąpił w czterech spotkaniach: grupowych z Koreą Południową (3:1), z Belgią (2:2) i Holandią (2:2) oraz w 1/8 finału z Niemcami (1:2).
W 2006 roku Suárez zaliczył swój trzeci Mundial, tym razem Mistrzostwa w Niemczech, ale selekcjoner Ricardo Lavolpe nie wystawił go w żadnym z meczów.
W swojej karierze Suárez występował też w takich turniejach jak: Złoty Puchar CONCACAF 1993 (mistrzostwo), Puchar Konfederacji 1995 (3. miejsce), Złoty Puchar CONCACAF 1996 (mistrzostwo), Copa América 1997 (3. miejsce), Puchar Konfederacji 1997 (faza grupowa), Złoty Puchar CONCACAF 1998 (mistrzostwo), Copa América 1999 (3. miejsce), Puchar Konfederacji 1999 (mistrzostwo), Złoty Puchar CONCACAF 2000 (ćwierćfinał), Puchar Konfederacji 2001 (faza grupowa) i Copa América 2004 (ćwierćfinał).
Karierę reprezentacyjną Suárez zakończył 1 czerwca 2006 towarzyskim meczem z Holandią (1:2). Łącznie w drużynie narodowej wystąpił 178 razy i strzelił 6 goSwój setny mecz w kadrze Claudio rozegrał 4 lutego 1998, a Meksyk pokonał Trynidad i Tobago 4:2 w rozgrywkach o Złoty Puchar CONCACAF 1998.